# Te'uda
Te'uda, ook Tuuda, is een dialect van het Taroko, een Atayalische taal gesproken in Taiwan.

## Classificatie
- Austronesische talen
  - Atayalische talen
    - Taroko
      - Te'uda

Tekedaya · Teruku · Te'uda